# 一柳頼寿
一柳 頼寿（ひとつやなぎ よりかず）は、江戸時代中期から後期の大名。伊予国小松藩5代藩主。

## 生涯
享保18年（1733年）、第4代藩主・一柳頼邦の三男として生まれる。母は玉林院。
三男だったが、長兄と次兄の早世により世子となる。延享元年（1744年）の父の死去により12歳で跡を継いだ。寛延元年（1748年）閏10月、将軍徳川家重に初謁、同年12月山城守に叙任。寛延2年（1749年）に初めて領国に入った。宝暦5年、美濃守に遷る。明和3年（1766年）5月、駿府加番を務める。
藩政においては竹鼻正脩を登用し、世子である頼欽の侍講に任じている。
安永8年（1779年）8月7日、次男・頼欽に家督を譲って隠居。官位は安永8年12月に上総介、天明2年（1782年）に但馬守にあらたまっている。
天明4年（1784年）12月13日（16日とも）に江戸で死去した。享年52。

## 系譜
- 父：一柳頼邦（1696-1744）
- 母：玉林院
- 正室：なし
- 側室：堅性院
  - 次男：一柳頼欽（1753-1796）
- 生母不明の子女
  - 長男：一柳頼忠（1752-1770）
- 生母不明の子女
  - 四男：一柳寿厚
  - 五男：土屋昌寿
  - 六男：村越成芳 - 村越房成の養子
  - 七男：一柳寿重
  - 女子：一柳直里室
  - 女子：神尾元喬室
  - 女子：曲直瀬恒幸室 - のち赤井為直室